# Zwetan Wassilew
Zwetan Wassilew (bulgarisch Цветан Василев, engl. Transkription Tzvetan Vassilev) ist ein bulgarischer Unternehmer und Finanzier, der 2012 als zweiteinflussreichste Person des Landes angesehen wurde.
Wassilew ist Vorsitzender des Aufsichtsrats und Mehrheitsaktionär der Corporate Commercial Bank AD (bulgarisch Корпоративна търговска банка АД), der fünftgrößten Bank in Bulgarien, gemessen an deren Vermögenswerten. Gerüchte in elektronischen Medien führten 2014 zu einem Run der Kunden auf die Spareinlagen. Als Ursache wurde laut NZZ ein Streit unter den bulgarischen Oligarchen Peewski und Wassilew vermutet.
Die Corporate Commercial Bank musste am 20. Juni unter den Rettungsschirm der bulgarischen Zentralbank flüchten.
Bulgarische Medien merkten nach einem zweiten Run einer weiteren führenden Bank in Bulgarien, der unmittelbar nach diesem erfolgte, an – bei der Corporate Commercial Bank kamen die Staatssicherheitsbehörde Dans und die Staatsanwaltschaft der Bank nicht zu Hilfe; vielmehr werden Meldungen von, dem Oligarchen und Abgeordneten Peewski nahestehenden, elektronischen Medien und reichweitenstarken Druckausgaben über eine – nicht durchgeführte – Durchsuchung von Büros der Bank dafür verantwortlich gemacht.

## Biografie
Er begann seine Hochschulausbildung in der Fachrichtung „Außenhandel“ an der Fakultät für Wirtschafts- und Sozialwissenschaften der Universität Łódź (Polen). 1985 beendete er sein Studium in der Fachrichtung „Internationale ökonomische Beziehungen“ an der Wirtschaftshochschule „Karl Marx“ (heute Universität für National- und Weltwirtschaft, kurz UNSS, bulgarisch УНСС). 1992 gründete er die Finanz-Brokerage-Unternehmen „Bromak“ und „Fina S“. 1995 bis 1999 leitete er die Abteilung „Valutaoperationen und Liquidität der Zentralna kooperatiwna banka“ (bulgarisch Централна кооперативна банка; kurz: ЦКБ; CCB Bank). Ab 1997 war er Mitglied des Direktoriums dieser Bank. Für kurze Zeit leitete er die Abteilung „Märkte und Liquidität“ bei TB Balgaria invest (heute die Bank „Allianz Bulgaria“).
Ab Mitte 2000 war er Vorsitzender des Direktoriums und Executive Direktor der Corporate Commercial Bank AD (KTB AD). Ab 2003 ist er Mehrheitseigentümer der Bank und Vorsitzender ihres Aufsichtsrates.
Zwetan Wassilew verfügt über eine Reihe von Spezialisierungen im Bereich des Managements von Finanzinstitutionen und Banken.
Er ist Vorsitzender des Aufsichtsrats der Versicherungsgesellschaft „Victoria“ (Aktiengesellschaft) (auf Bulgarisch: ЗАД „Виктория“).
Im Jahr 2012 erwarb ein Konsortium aus den Unternehmen von Zwetan Wassilew und der VTB Capital das öffentliche Unternehmen Vivacom von seinen internationalen Gläubigern.
Experten schätzen das Geschäft aufgrund seiner Komplexität als eines der am schwierigsten umsetzbaren Projekte in den Finanzmärkten Bulgariens ein. Das Geschäft wurde von der Europäischen Kommission sowie von den internationalen Gläubigern der „Vivacom“ zugelassen.
Zwetan Wassilew spricht Englisch, Französisch, Russisch und Polnisch.

## PFC „Botev Plovdiv“
Seit 2011 ist Wassilew der finanzielle Unterstützer und Förderer des Fußballvereins Botew Plowdiw. Zu den wichtigsten Zielen, die der Bankier sich setzt, zählt neben der professionellen Entwicklung des Fußballvereins die Förderung der Jugend-Akademie.

## Auszeichnungen und Mitgliedschaften
Zwetan Wassilew wurde mehrmals mit renommierten Preisen des Finanz- und Wirtschaftssektors auf internationaler Ebene und in Bulgarien ausgezeichnet. Im Jahr 2011 erhielt er die Auszeichnung „Mr. Economy“ der Zeitschrift Ikonomika für seinen ganzheitlichen Beitrag in der Entwicklung der bulgarischen Wirtschaft.
Zwetan Wassilew erhielt vom führenden bulgarischen Finanz-Wochenblatt Banker vierfach den Preis „Bankier des Jahres“:
- 2004: Preis für dynamisches Bankmanagement.[13]
- 2008: Preis für Festigung des inländischen Kapitals im Finanzsystem Bulgariens,[14]
- 2010: Preis für Marktstabilität[15] und
- 2013: Preis für effektive Unternehmenspolitik und nachhaltige Markt-Präsenz – Die Jury des Wochenblattes begründete die Ernennung des Aufsichtsratsvorsitzenden mit den folgenden Worten: „In 2013 stiegen die Aktiva und Gewinne der Bank mit 25 %, während die gewährten Kredite sich verdoppelt haben. Die Bank ist nun unter den größten Kreditgebern im Land vertreten, ohne daß dieser Anstieg ihre Stabilität beeinträchtigt habe. Die bemerkenswerten Resultate wurden in einer Zeit erwirtschaftet, in der im Ganzen die Gewinne im Sektor gesunken sind und die Balancen und Gewinne der meisten Finanzinstitute im Land stagnieren oder gar abnehmen.“[16][17]

Weitere Preise und Auszeichnungen:
- 2014: Auszeichnung für soziales Engagement vom Verein „Du bist Bulgarien“[18]
- 2014: Besondere Auszeichnung von der Vereinigung der Leichtathletik-Verbände des Balkans für einen Beitrag zur Förderung der Leichtathletik auf dem Balkan[19]

Zwetan Wassilew ist Ehrendoktor der Universität für Bergbau und Geologie in Sofia und verfügt über einen Ehrentitel der Universität für National- und Weltwirtschaft. Er ist Mitglied des Kuratoriums der Universität.
Er ist Mitglied des International Advisory Boards des Atlantic Council der Vereinigten Staaten von Amerika. Er partizipiert darüber hinaus als Lektor an den Foren des Atlantic Councils, wie der Black Sea Energy and Economic Summit oder der Economic Summit.
Zwetan Wassilew entwickelt wirtschaftliche Analysen und Prognosen, die von der internationalen Wirtschafts- und Finanzwelt und der Politik sehr geschätzt werden. Er ist regelmäßiger Gast bei renommierten internationalen Foren, zu denen er regelmäßig eingeladen wird, um seine Standpunkte darzustellen und mit anderen Führungspersönlichkeiten aus dem Finanzsektor die aktuellen Herausforderungen der Weltwirtschaft zu diskutieren.
Wassilew nimmt traditionell am Wroclaw Global Forum teil, das vom Atlantic Council der Vereinigten Staaten von Amerika und der Gemeinde von Breslau, Polen organisiert wird.
Ziel der Veranstaltung, die von Politikern, Diplomaten und Unternehmern gleichermaßen mit hohem Interesse verfolgt wird, ist die Förderung des Demokratisierungsprozesses in Osteuropa und den benachbarten Ländern.

## Privates Leben
Zwetan Wassilew ist verheiratet mit Antoaneta Wassilewa, Dekan der Fakultät Internationale Wirtschaft und Politik an der Universität für National- und Weltwirtschaft in Sofia (UNSS). Beide sind Förderer des Aufbaus des bulgarischen Klosters Zarnogorski Manastir (auch bekannt als Kloster der Heiligen Wundertäter Cosmas und Damian).